# Lumbágó
Lumbágón (derékzsába, németesen: hexensussz, Hexenschuss a. m. boszorkánylövés) és isiászon (ülőidegzsába) az alsó deréktájon a derékba, a keresztcsont tájékába nyilalló, hirtelen fellépő fájdalmat értjük. Az ágyéki gerincoszlop feletti vastag hátizom heves fájdalma, melyet egyetlen rossz mozdulat is kiválthat.
Az orvosi szakirodalom ezeket az elváltozásokat a fibromialgia csoportba sorolja. A latin fibro előtag a rostos szöveteket, izmokat, inakat, szalagokat, a mialgia izomfájdalmat jelent.
Előfordulása nem korhoz kötött, fiataloknál is előfordul, bár idősebb korban gyakoribb lehet az erősebb kopások és bemaródások miatt.
Fontos tudni, hogy a lumbágó és az isiász nem önálló betegség, hanem egyéb egészségi problémák következménye. Leggyakoribb oka az idegrost-összenyomódás, melyet általában porckorongsérv vált ki. A probléma hátterében állhat még a csigolyák közötti ízületek kopásos betegsége is.
A lumbágó és az isiász a gerincoszlop alsó részének túlterhelésére vagy működési rendellenességére utaló, figyelmeztető jelek. Véglegesen általában nem gyógyíthatóak, de odafigyeléssel jól karbantartható állapot érhető el.
Az isiászos fájdalmak, a lumbágóval ellentétben, nem korlátozódnak csak a keresztcsont tájékára, hanem az ülepen át az egyik alsó végtagba (ritkán mindkettőbe) kisugárzódnak. Érzészavarok léphetnek föl, amelyek a combra, a lábszárra, a lábfejre is ráterjedhetnek és a végtag izomzatának gyengeségével, akár átmeneti bénulásos jelenségeivel is járhatnak. A lumbágó (és az isiász is) merev, görcsös tartásba kényszeríti az érintettet, akinek a legtöbb mozdulat újabb nyilalló fájdalmat okozhat.

## Tünetek
A lumbágó sokszor egy apró, hirtelen mozdulatot követően vagy egy nehéz tárgy felemelésekor jelentkezik (jellemzően akkor, ha emelkedéssel egyidejűleg a testünkkel elfordulunk). A váratlan, heves fájdalom a gerincoszlop ágyéki részén, a keresztcsontnál jelentkezik, és néha annyira erős, hogy a legtöbb mozdulat lehetetlenné válik. A hát izomzata ezen a területen összehúzódik, és ez okozza a fájdalmat, amely kisugárzik a farba vagy a lábba, s akkor isiászról beszélünk.
Az érintett ilyenkor jellegzetesen görbült, merev tartással mozog. A köhögés, nevetés, szellentés vagy tüsszentés újabb fájdalmat okoz. Az erőlködés miatt fájdalommal járhat a székletürítés is.
Az izmok néha egyik oldalra görbítik a gerincet, ahol a hosszú hátizmok megfeszülnek, s feszes húrként kitapinthatók. A fájdalom nem kisugárzó. A deréktáj ütögetésre, nyomásra is érzékeny.

## A fájdalom okai
Az ágyéki gerincfájdalmat gyakran csontritkulás által okozott csigolyatörés, megerőltetés, porckorongsérv, porckorongkopás, a csigolyák elcsúszása, a gerinccsatorna beszűkülése, gerincferdülés és „elsődleges fájdalmas izombetegség” (fibromyalgia) okozhatja.
Az erős fájdalmat a gerincvelőből kilépő idegköteg rándulása okozza, ez a hátizomzat görcsös összehúzódását váltja ki, a görcsös izomzat pedig nyomja a fájdalomérző idegvégződéseket.
A csigolyák kis ízületeinek tokját és szalagkészülékét éri túlságosan nagy inger. Ez az izomzat „reflexes” feszüléséhez vezet. Az idegek izgalmi állapota is felléphet. Lumbágót okozhatnak a kis csigolyaízületeken előforduló kopási jelenségek, amelyek ezeknek az ízületeknek a hibás állását eredményezik. Ilyen esetben is húzódások, rándulások és izomfeszülések következhetnek be. Ha bizonyos időközönként újra megismétlődnek a fájdalomrohamok, a csigolya közti porckorong előesése lehet az ok.
Az isiászos rohamot rendszerint a porckorong kiboltosulása, vagy előesése idézi elő. Ilyenkor a porckorong nyomja az ülőideg egyik gyökerét, amely az ágaival az ágyéki gerincoszlop és a keresztcsont magasságában lép ki a gerinccsatornából.
A gerincoszlopot csigolyacsontok alkotják, amelyek között hajlékony porckorongok helyezkednek el. Ezek a porckorongok a szervezet öregedésével veszítenek rugalmasságukból. Bizonyos szokatlan mozdulatok egyiket vagy másikat kimozdíthatják a helyéről, amely így sérvhez hasonlóan megnyom egy ideget, és ez megindítja a fájdalmat. Amikor az így irritált ideg az ülőideg, amely biztosítja az inger továbbítását a legfontosabb farizmok és az alsó végtagok felé, akkor a fájdalom érezhető a comb és a lábszár hátsó részében valamint a lábfejben, holott ezek a testrészek teljesen egészségesek.
A lumbágó és az isiász kezelésének megkezdése előtt fontos kizárni a gerincsérvet, illetve megtalálni a fájdalom okát.

### Diagnosztika
A lumbágó megállapítása elsősorban a beteg anamnézisén (kórelőzményén) és a fizikális vizsgálaton alapul. Az orvos a panaszok kezdetére, jellegére és kiváltó körülményeire kérdez rá, majd ellenőrzi a mozgástartományt, az izomfeszülést és az esetleges érzészavarokat. Gyakran alkalmazott vizsgálat a Lasègue-teszt, amely az ülőideg irritációját jelzi, ha a nyújtott láb emelése közben fájdalom jelentkezik.
Képalkotó vizsgálatok – például röntgenfelvétel, mágneses rezonancia (MRI) vagy komputertomográfia (CT) – akkor szükségesek, ha a tünetek tartósan fennállnak, neurológiai jelek mutatkoznak, vagy felmerül porckorongsérv gyanúja. Vér- és laborvizsgálatot csak kivételes esetben végeznek, például fertőzés vagy gyulladás kizárására.

### Differenciáldiagnózis
A deréktáji fájdalmat számos más betegség is utánozhatja, ezért fontos elkülöníteni a lumbágót az egyéb kórképektől. Hasonló tüneteket okozhatnak:
- vesekő és vesemedence-gyulladás,
- nőgyógyászati betegségek (pl. endometriózis, petefészekciszta),
- éreredetű problémák, például hasi aorta aneurysma,
- daganatos folyamatok vagy csontáttét,
- csigolyagyulladás (spondylitis),
- sacroileitis (a keresztcsonti ízület gyulladása).

A pontos diagnózis meghatározása alapvető, mert az eltérő okok eltérő kezelést igényelnek.

### Kezelési lehetőségek
A lumbágó terápiájának célja a fájdalom enyhítése, a mozgás helyreállítása és a kiújulás megelőzése. A korszerű orvosi gyakorlatban az alábbi lehetőségek állnak rendelkezésre:
- Gyógyszeres kezelés: Elsőként nem szteroid gyulladáscsökkentők és izomlazítók alkalmazhatók. Erősebb fájdalom esetén rövid kúrában szteroid injekció is adható.
- Fizioterápia és gyógytorna: A célzott gyógytorna, TENS-kezelés, ultrahang és egyéb fizikoterápiás módszerek hatékonyan csökkenthetik a panaszokat, valamint elősegítik a hátizmok erősödését.
- Életmódbeli változtatások: A rendszeres testmozgás, a helyes testtartás gyakorlása, a súlycsökkentés és az ergonomikus munkakörnyezet kialakítása segít a kiújulás megelőzésében.
- Sebészi megoldás: Csak ritka esetben indokolt, főként súlyos porckorongsérv vagy bénulásos tünetek esetén.

A legtöbb beteg konzervatív terápiával 6–8 héten belül javulást tapasztal.

## Mit lehet tenni a fájdalom ellen?
A heves fájdalom alatt legjobb, ha sima, nem süppedős felületen a hátunkon fekszünk. Előtte tegyünk a lábunkhoz párnát vagy összehajtogatott/feltekert takarót.
Lépcsőszerű fekvéssel tehermentesítjük a porckorongokat: a hátunkon fekve kicsit húzzuk fel térdünket és kezünkkel segítve a lábszárat helyezzük a párnára vagy takaróra. Maradjunk mindaddig fekve, amíg megtehetjük. Ha fájdalmak lépnének föl, óvatosan forduljunk, vagy helyezkedjünk, amíg a fájdalom el nem múlik.
Sokféle külsőleg használandó izomlazító krémet és oldatot alkalmazhatunk. Ezek a bőrön át felszívódva nemcsak fokozzák a helyi vérellátást, hanem ennek következtében a fájdalmakat is mérséklik, és „egyenesebb” tartást tesznek lehetővé.
Fontos, hogy az alvás kemény felszínen – akár az ágyra, a lepedő alá tett bútorlapon, melyre lesimított takarót helyezünk – történjen. Heveny szakban, pár napig semmilyen melegítés, hűtés, erőteljes masszázs vagy fürdőterápia nem javasolható.

## Esetleges komplikációk
Amennyiben egy porckorongsérv huzamosabb ideig nyom egy ideget, az adott területen előidézhet érzékelési zavarokat, bénulásos tüneteket, vagy okozhat vizelési, székletürítési panaszokat. Az esetleges komplikációk elkerülhetők időben megkezdett gyógykezeléssel.

## Mikor kell orvoshoz fordulni?
Vizsgáltassuk meg magunkat reumatológus vagy ortopédia-szakorvossal, ha a fájdalmak tovább tartanak néhány napnál, hogy az okokat tisztázzuk. Nagyon heves vagy hosszan tartó fájdalmak esetén okvetlenül forduljunk orvoshoz. Ugyancsak orvosi vizsgálatra van szükség, ha érzészavarok vagy bénulásos jelenségek lépnek föl, illetve ha a vizeléssel, székletürítéssel problémákat tapasztalunk.

## Mit tehet az orvos
Az orvosnak bizonyos esetekben különböző vizsgálómódszerekhez (pl.: röntgen, ultrahang) kell folyamodnia, hogy pontosan meghatározhassa a sérülés elhelyezkedését. Elrendelheti a hát izomzatának teljes nyugalmát, előírhat meleg fürdőt vagy fizioterápiás gyógymódot. Jótanácsokat ad a különböző tevékenységekre vonatkozó, helyes testtartást illetően, melynek segítségével elkerülhető a megerőltetés. A lumbágó és az isiász kezelése során szükség van izomlazító készítmény alkalmazására, ezek általában recept nélkül is kaphatók. Előfordulhat, hogy heveny lumbágó esetén kórházi kezelést rendel el. A porckorongsérv operációja főként a bénulásos tünetek megnyilvánulásakor és a húgyhólyag működési rendellenességeinek kialakulásakor indokolt.

## Megelőzés
- Amikor nehezebb súlyt kell emelni, azt egyenes derékkal kell tenni; a csípőt egyenesen, míg a térdet hajlítva ereszkedjen le a felemelendő tárgyért, ne a hátat vagy a kart görbítse be. Az emelkedéskor a comb- és farizom dolgozzon, a hátizmok csak stabilizálják a törzset.
- Tanulás, munka közben, vagy a számítógép előtt ne üljünk órákon keresztül görnyedten, mert ez hátgerincferdülést okozhat. Legalább óránként álljunk fel, mozgassuk meg tagjainkat, nyújtózkodjunk.
- Válasszunk olyan széket, amely helyesen, a csípő fölött támasztja meg a hátat.
- Kerüljük az állandó és hosszan tartó egy helyben való állást is, mivel ez igénybe veszi a hátizomzatot.
- Amennyiben huzamosabb ideig állunk, időnként mozgassuk meg izmainkat, lazán, nem erőből nyújtózkodjunk.
- Fizikai munka végzésekor ügyeljünk arra, hogy ne erőltessük túl magunkat túl nagy súly emelésével vagy mozgatásával.
- Tartózkodjunk a hidegtől, a huzattól és a nedves levegőtől, mert ezek elősegíthetik a lumbágó kialakulását.
- Erősítsük hátizmainkat tornagyakorlatokkal.
- Sportolás előtt ne sajnáljuk az időt a bemelegítéstől.
- A hátproblémák gyakran megelőzhetők megfelelő fekhely, nem túl puha matrac kiválasztásával.
- Ha súlytöbbletünk van, igyekezzünk megszabadulni tőle, mert nagy terhet ró a hátgerincre.
- Számos helyen létezik „hátiskola”, ahol megtanulhatjuk a megfelelő testtartást, valamint a hátizomzat helyes módon történő használatát és ellazítását.

## Alternatív gyógymódok

### Ájurvéda
Az ájurvédikus szerek közé tartoznak többek közt a Vata-tea, a Vata-aromaolaj és az olajmasszázsok.

### Akupunktúra
A kezelés során az ún. meridiánok vonalában elhelyezkedő pontokat stimulálják. A kezeléssel az akupunktúra tanai által feltételezett energetikai egyensúlyt állítják helyre. Mivel az akupunktúra invazív (bőr alá hatoló), ezért anatómiai ismeretekkel, valamint kellő tapasztalattal rendelkező orvoshoz érdemes csak fordulni.

### Gyógyfürdők
A mélyreható iszapfürdők és gyógyföldpakolások egyaránt alkalmasak megelőzésre és utókezelésre. Az alkáli-hidrogénkarbonátos, hidrogénkarbonátos, vagy sós vizek megfelelőek lehetnek.